# 室戸市立室戸小学校
室戸市立室戸小学校（むろとしりつ むろとしょうがっこう）は、高知県室戸市浮津にある公立小学校。

## 沿革
- 1873年（明治6年） - 私立学校を津寺に設立。[1]
- 1875年（明治8年） - 室戸の各地に小学校及び分校が建てられる。[2]
- 1941年（昭和16年） - 室戸国民学校に改称。
- 1947年（昭和22年） - 室戸町立室戸小学校に改称。
- 1959年（昭和34年）3月1日 - 安芸郡室戸町ほかが町村合併、市制施行したのに伴い、室戸市立室戸小学校と改称。
- 1960年（昭和35年） - プール落成。
- 1968年（昭和43年）3月1日 - 校内発表会で校歌が制定される。（作詞：谷村美智子、作曲：爪生田和孝[3]）
- 1977年（昭和52年） - 河内分校閉校。
- 2014年（平成26年） - プールの新築工事が完了。
- 2016年（平成28年）4月1日 - 室戸市立三高小学校と統合。
- 2019年（平成31年）4月1日 - 室戸市立室戸岬小学校と統合。
- 2025年（令和7年）4月1日 - 室戸市立元小学校と統合。

## 通学区域
- 河内・大久保・長野・稲石・上里・下里・蔵戸・山田・原池・原池住宅・東大谷東・東大谷西・御免・水尻・室津東町・植松団地・室津中町・室津西町東・室津西町西・堺町上・堺町下・西大谷東・西大谷西・古戸上・古戸下・旭ヶ丘・下町東・下町西・浮津東町・宮原・浮津西町東・浮津西町中・浮津西町西・浮津3番町・東奈良師・西奈良師・耳崎・三津・高岡・椎名・坂本・宮の前・新町・中町・東上町・長屋町・西上町・西下町・東河原町・西河原町・高浜・東菜生・西菜生[4]

## 校区周辺
- 室戸市役所
- 室戸市立図書館
- 室戸市立室戸中学校（進学先中学校）[4]
- 津照寺（四国八十八箇所第25番札所）
- 室戸郵便局
- 室津港
- 室津川

## アクセス
- 高知東部交通バス 「室戸小学校前」にて下車
- 国道55号・高知県道202号椎名室戸線沿い

## 通学区域が隣接している学校
- 室戸市立吉良川小学校
- 室戸市立佐喜浜小学校